# 128
Năm 128 là một năm trong lịch Julius. 